# Малиновка (Слободо-Туринский район)
Малиновка — деревня в Слободо-Туринском районе Свердловской области России, входит в состав муниципального образования «Слободо-Туринское сельское поселение». 

## Географическое положение
Деревня Малиновка муниципального образования «Слободо-Туринского района» Свердловской области расположена в 20 километрах (по автотрассе в 24 километрах) к северо-востоку от села Туринская Слобода, на правом берегу реки Тегень (левый приток реки Тура. В половодье автомобильное сообщение с деревней затруднено.

## История деревни
Деревня была основана переселенцами из центральной России в 1907–1912 годах.
Деревня входит в состав муниципального образования «Слободо-Туринское сельское поселение».

## Население
| 2002 | 2010 | 2021 |
| ---- | ---- | ---- |
| 0    | →0   | ↗2   |